# Cerro Negro (gemeente)
Cerro Negro is een gemeente in de Braziliaanse deelstaat Santa Catarina. De gemeente telt 4.045 inwoners (schatting 2009).